# Josiane Weber
Josiane Weber (* 1957) ist eine luxemburgische Historikerin und Germanistin.

## Leben
Weber studierte Geschichte und Germanistik an der Universität Trier, wo sie mit einer Dissertation zum Thema Familien der Oberschicht in Luxemburg (1850–1900) zur Doktorin der Philosophie promoviert wurde. Ihre Arbeit gewährt auch Einblicke in das Wirken von Emmanuel Servais.
Seit 2007 ist Josiane Weber eine wissenschaftliche Mitarbeiterin am Centre national de littérature in Mersch, wo sie am Luxemburger Autorenlexikon mitwirkt. Unter anderem hat sie die Artikel über Friederike Migneco verfasst. Weber hat zahlreiche Veröffentlichungen zur Geschichte des Vormärz, zur Rezeption der deutschen Literatur, zur Frauengeschichte und Literaturgeschichte Luxemburgs vorgelegt.
Josiane Weber ist mit Gaston Mannes verheiratet und lebt in Luxemburg.

## Werke
- Zensur im Vormärz (1815–1848). Literatur und Presse in Luxemburg unter der Vormundschaft des Deutschen Bundes. Luxemburg 1998 (mit Gast Mannes) ISBN 978-2-87980-101-8.
- Batty Weber: Fenn Kaß. Der Roman eines Erlösten. Vorgestellt und kommentiert von Josiane Weber. Mersch 2001, ISBN 978-2-919903-03-0.
- Politik – Literatur – Industrie.  Mersch 2011 (mit Germaine Goetzinger und Pierre Marson), ISBN 978-2-919903-26-9.
- Familien der Oberschicht in Luxemburg (1850–1900): Elitenbildung und Lebenswelten. Trier 2011 und 2013: Éditions Guy Binsfeld, Luxemburg 2013, ISBN 978-2-87954-264-5.